# Louis Moreau
Louis Moureau (Belligné, 16 ottobre 1889 – Neuilly-l'Évêque, 17 giugno 1981) è stato uno schermidore francese, vincitore di una medaglia di bronzo nella scherma ai giochi olimpici.